# Солофра
Солофра (італ. Solofra) — муніципалітет в Італії, у регіоні Кампанія, провінція Авелліно.
Солофра розташована на відстані близько 230 км на південний схід від Рима, 55 км на схід від Неаполя, 11 км на південний схід від Авелліно.
Населення — 12 539 осіб (2014).
Щорічний фестиваль відбувається 29 вересня. Покровитель — святий Архангел Михаїл.

## Демографія
Населення за роками:

Станом на 1 січня 2023 року в муніципалітеті офіційно проживали 494 іноземці з 39 країн, серед них 74 громадяни країн Євросоюзу та 47 громадян України.

## Уродженці
- Фабіано Парізі (*2000) — італійський футболіст, захисник, півзахисник, півзахисник.

## Сусідні муніципалітети
- Аєлло-дель-Сабато
- Кальваніко
- Контрада
- Монторо-Суперіоре
- Серино